# 베니스의 상인 (뮤지컬)
뮤지컬 《베니스의 상인》은 셰익스피어의 고전 〈베니스의 상인〉을 박근형의 연출로 2019년 5월 세종문화회관 M씨어터에서 공연된 서울시뮤지컬단의 뮤지컬이다.

## 줄거리
씀씀이가 헤픈 바사니오는 부유한 포샤에게 청혼하기 위해 친구 안토니오에게 돈을 요청한다. 친구의 간절한 부탁에 안토니오는 유대인 고리대금업자인 샤일록에게 돈을 빌린다. 샤일록은 돈을 기한 내에 갚지 못하면 살 1파운드를 베어낸다는 조건을 내세운다. 안토니오는 결국 빚을 갚지 못하고 살을 떼일 위기에 처한다.

## 등장인물
- 샤일록: 박성훈, 김수용
- 안토니오: 이승재, 주민진
- 포샤: 유미
- 밧사니오: 허도영
- 제시카: 이연경
- 로렌조: 한일경

## 제작진
- 총예술감독: 한진섭
- 각색/연출: 박근형
- 작사/작곡/편곡/음악감독: 23(김성수)
- 안무감독: 홍유선

## 공연 정보
- 2018년 5월 28일부터 6월 16일까지 세종문화회관 M씨어터에서 공연된다.